# Sài Gòn, anh yêu em
Sài Gòn, anh yêu em (tựa tiếng Anh: Saigon, I Love You) là một bộ phim điện ảnh hài tâm lý xã hội của Việt Nam được khởi chiếu vào ngày 7 tháng 10 năm 2016. Phim xoay quanh 5 câu chuyện, 10 nhân vật. Những câu chuyện tình lãng mạn, dễ thương xen lẫn tính hài hước được thể hiện tinh tế ở Sài Gòn. Phim do Lý Minh Thắng làm tổng đạo diễn và Huỳnh Lập, La Quốc Hùng làm đồng đạo diễn. Phim có thời lượng 98 phút, được công chiếu từ ngày 7 tháng 10 năm 2016 do CJ CGV phát hành.

## Nội dung
Phim xoay quanh 5 câu chuyện, 10 nhân vật. Những câu chuyện tình lãng mạn, dễ thương xen lẫn tính hài hước được thể hiện tinh tế. Từng câu chuyện sẽ dẫn dắt người xem cảm nhận về mảnh đất Sài Gòn và những con người yêu mến nó. Đó là mối tình tri kỷ giữa ông Sáu Lương, bà Ba Lệ Châu và nghệ thuật cải lương truyền thống, là chút “say nắng” với nữ biên tập viên tạp chí thời trang trẻ trung, năng động của James - tham tán người Pháp, là tình yêu của chàng du học sinh về nước với anh chủ quán bar tâm lý, nhẹ nhàng hay là những mẩu chuyện đời thường của hai mẹ con Mỹ Tuyền - Mỹ Mỹ.
Mỹ Mỹ là trợ lý của nữ giám đốc Thiên Kim. Mẹ của Mỹ Mỹ là bà Mỹ Tuyền, người mở một tiệm làm tóc và móng, bà cũng bán kem trộn dưỡng da. Kim vô tình gặp lại người yêu cũ là Việt Phương trong một lần đi gặp đối tác, hai người bắt đầu mối quan hệ thân thiết. Đức là một chàng trai Việt kiều từ nước ngoài về Việt Nam để đi tìm người cha ruột, anh đã gặp và kết bạn với Khánh, chủ quán bar. Tổng Lãnh sự quán sắp tổ chức một bữa tiệc cảm ơn dành cho đoàn tham tán Pháp, công ty của Kim có kế hoạch thực hiện một tiết mục cải lương để tôn vinh nghệ thuật truyền thống của dân tộc. Mỹ Mỹ có quen biết hai người nghệ sĩ cải lương lớn tuổi là ông Sáu Lương và bà Ba Lệ Châu, nay họ đã giải nghệ và đang sống trong một ngôi đình. Mỹ Mỹ và Kim thuyết phục ông Sáu và bà Ba diễn cải lương trong bữa tiệc cảm ơn. Ông Sáu và bà Ba đồng ý giúp đỡ, mặc dù ông Sáu bị bệnh tim có thể tái phát bất cứ lúc nào.
Khuê biết tin mình đã có thai, cô định tiết lộ việc này với James nhưng James nói rằng ông sắp đi công tác bên Ấn Độ, không thể ở lại Sài Gòn với cô trong thời gian tới. Khuê nổi giận vì James không giữ lời hứa. Trong chuyến về thăm Việt Nam lần này, Đức muốn tìm lại người cha ruột của mình, người đó lại chính là ông Sáu. Đức tìm gặp ông Sáu, hai cha con được gặp nhau sau hơn 20 năm xa cách, nhưng Đức vội vã ra về khiến ông Sáu càng buồn hơn. Trong lúc tập tiết mục cải lương, ông Sáu đã ngất xỉu làm mọi người càng thêm lo lắng. Phương cầu hôn Kim, nhưng Kim từ chối vì cô chưa sẵn sàng. Kem trộn của bà Mỹ Tuyền là hàng kém chất lượng gây hại cho da của khách hàng, họ tức giận kéo đến hành hung bà và đập phá tiệm của bà. Kim ghé thăm hai mẹ con Mỹ Mỹ, cô tặng một số tiền để an ủi họ.
Ngày diễn ra bữa tiệc cảm ơn có nhiều nhân vật đến tham dự. Ông Sáu giờ đây đã quá yếu, ông nói với Kim rằng hãy để ông biểu diễn, nếu được chết trên sân khấu thì ông cũng vui. Ông Sáu và bà Ba đã diễn một trích đoạn trong vở tuồng Tiếng trống Mê Linh, và ông Sáu gần như sắp gục ngã trong lúc diễn. Ông Sáu đã trút hơi thở cuối cùng sau khi diễn xong tiết mục, mọi người bên dưới vỗ tay tán thưởng nhưng không biết người nghệ sĩ già đã ra đi mãi mãi. Sau tang lễ của ông Sáu, Đức ra sân bay để quay về nước ngoài. Cảnh cuối phim là hai vợ chồng Khuê - James chờ đứa con đầu lòng ra đời, Mỹ Mỹ dẫn bạn trai về nhà ra mắt mẹ, Phương và Kim chuẩn bị làm đám cưới.

## Diễn viên
- NSND Thanh Nam vai ông Sáu Lương
- NSND Ngọc Giàu vai bà Ba Lệ Châu
- Johan Wicklund vai James Halwkin
- Đoan Trang vai Tôn Nữ Yên Khuê
- Huy Khánh vai Việt Phương
- Maya vai Thiên Kim
- Phi Phụng vai Mỹ Tuyền
- Huỳnh Lập vai Mỹ Mỹ
- Brian Trần vai Lincoln Đức Nguyễn
- Cường Đinh vai Duy Khánh
- Trung Dân vai chú xe ôm
- Thụy Mười vai bà bán bánh mì
- Duy Khánh vai người mua kem trộn
- Mỹ Tiên vai khách hàng của Mỹ Tuyền

## Nhạc phim
| STT | Nhan đề                     | Sáng tác       | Thể hiện    | Thời lượng |
| --- | --------------------------- | -------------- | ----------- | ---------- |
| 1.  | "Sài Gòn, anh yêu em"       | Đức Trí        | Hà Anh Tuấn |            |
| 2.  | "Chắc em không cần"         | Đức Trí        | Đoan Trang  |            |
| 3.  | "Em còn nhớ hay em đã quên" | Trịnh Công Sơn | Đoan Trang  |            |
| 4.  | "Mong chờ"                  | Minh Nhiên     | Maya        |            |

## Đón nhận
Sau thành công vang dội tại thị trường Việt Nam, Sài Gòn, anh yêu em đã sớm có mặt tại Úc để phục vụ cộng đồng người Úc gốc Việt tại đây. Phim công chiếu tại Melbourne (2 tháng 12 năm 2016) và Sydney (10 tháng 12 năm 2016).

## Giải thưởng
| Giải thưởng                    | Hạng mục                             | Đối tượng đề cử              | Kết quả   |
| ------------------------------ | ------------------------------------ | ---------------------------- | --------- |
| Giải thưởng Ngôi Sao Xanh 2016 | Phim điện ảnh hay nhất               | Sài Gòn, anh yêu em          | Đoạt giải |
| Giải thưởng Ngôi Sao Xanh 2016 | Giải sáng tạo xuất sắc               | Lê Hữu Hoàng Nam (quay phim) | Đoạt giải |
| Giải thưởng Ngôi Sao Xanh 2016 | Nam diễn viên điện ảnh xuất sắc nhất | Thanh Nam                    | Đề cử     |
| Giải Cánh diều 2016            | Phim điện ảnh xuất sắc               | Sài Gòn, anh yêu em          | Đoạt giải |
| Giải Cánh diều 2016            | Nam diễn viên phụ xuất sắc           | Huỳnh Lập                    | Đoạt giải |
| Giải Cánh diều 2016            | Âm nhạc trong phim xuất sắc          | Đức Trí                      | Đoạt giải |
| Giải Cánh diều 2016            | Họa sĩ thiết kế xuất sắc             | Nguyễn Anh Thao              | Đoạt giải |
| Giải Cánh diều 2016            | Biên kịch xuất sắc                   | Ngọc Bích                    | Đoạt giải |